# Карраскоса-де-ла-Сьєрра
Карраскоса-де-ла-Сьєрра (ісп. Carrascosa de la Sierra) — муніципалітет в Іспанії, у складі автономної спільноти Кастилія-і-Леон, у провінції Сорія. Населення — 20 осіб (2010).
Муніципалітет розташований на відстані близько 200 км на північний схід від Мадрида, 21 км на північний схід від Сорії.

## Демографія
Динаміка населення (INE ):

## Галерея зображень

Розташування муніципалітету Карраскоса-де-ла-Сьєрра